# Hikari Sentai Maskman
Hikari Sentai Maskman (jap. 光戦隊マスクマン Hikari Sentai Masukuman; Żołnierze Światła Maskman) – japoński serial z gatunku tokusatsu z roku 1987. Jest jedenastym serialem z sagi Super Sentai stworzonym przez Toei Company. Emitowany na kanale TV Asahi od 28 lutego 1987 roku do 20 lutego 1988. Serial był emitowany także poza Japonią: we Francji serial znany jest jako Bioman 2, zaś na Filipinach uważany jest (wraz z Shaiderem) za serial kultowy.
Każdy odcinek serialu zaczyna się słowami: Każde ludzkie ciało ma w sobie ukrytą moc. Gdy je wytrenujesz, będziesz mógł się nią bezgranicznie posługiwać (jap. 人の体には、未知の力が秘められている。鍛えれば鍛えるほど、それは無限の力を発揮する。 Hito no karada ni wa, michi no chikara ga himerareteiru. Kitaereba kitaeruhodo, sore wa mugen no chikara o hakki suru.).

## Fabuła
Naukowiec i mistrz sztuk walki Sanjūrō Sugata odkrył, że pod ziemią istnieje pokojowo nastawione imperium zwane Tubą. Jednak gdy do władzy dostał się uzurpator zwany Zeba, państwo to zmieniło nastawienie do powierzchni. Sugata wyszkolił grupkę młodych ludzi w sztukach walki oraz w używaniu mistycznej energii zwanej Mocą Aury. Mija rok po szkoleniu, kiedy to Takeru (jeden z Maskmanów) zakochuje się w szpiegu Tuby, Księżniczce Ial (pod przykrywką nazywa się Mio), która odwzajemnia mu to. Mio należała do rodziny królewskiej, a jej marzeniem była pokojowa symbioza z ludźmi z powierzchni. Niestety zostaje ona uwięziona w lodzie przez Zebę za zdradę. Maskmani walcząc z Tubą dowiadują się tajemnicy Zeby oraz Księcia Igama.

## Maskmani
- Takeru (jap. タケル) / Czerwona Maska (jap. レッドマスク Reddo Masuku; Red Mask) – rajdowiec Formuły 1, karateka, lider Maskmanów. Rok przed akcją został uczniem Sugaty, który złożył mu propozycję dołączenia do Maskmanów, jak i jego teamu rajdowego. W młodości Takeru był nieznośnym, nieeleganckim i wulgarnym dzieckiem, jednak starał się to ukrywać przed resztą, dopóki nie przenieśli się w czasie. Jego motywacją jest Mio, którą stara się uwolnić z rąk Zeby. Na końcu ponownie się spotykają, niestety Takeru był zmuszony z nią zerwać.
  - Broń: Laser Magnum, Masky Ostrze
  - Pojazdy: Masky Myśliwiec, Spin Cruiser

- Kenta (jap. ケンタ) / Czarna Maska (jap. ブラックマスク Burakku Masuku; Black Mask) – mechanik, zastępca Takeru, kobudoka. Z reguły jest nieśmiały, jednak czasem zamienia się w bawidamka. Jest lojalny, lekkoduszny ale silny.
  - Broń: Laser Magnum, Masky Kij
  - Pojazdy: Masky Wiertło, Mask Roader 1

- Akira (jap. アキラ) / Niebieska Maska (jap. ブルーマスク Burū Masuku; Blue Mask) – najmłodszy Maskman. Zna się na boksie jak i na walce mieczem. Pochodzi z biednej rodziny. Opuszcza matkę by doskonalić swoje zdolności i dołączyć do Maskmanów. Jest wesoły i uczuciowy. Jest pierwszym niepełnoletnim wojownikiem w Sentai – ma zaledwie 16 lat.
  - Broń: Laser Magnum, Masky Tonfa
  - Pojazdy: Masky Czołg, Mask Roader 2
- Haruka (jap. ハルカ) / Żółta Maska (jap. イエローマスク Ierō Masuku; Yellow Mask) – miała trudne dzieciństwo, była wychowana w rodzinie ninja. Ojciec zmuszał Harukę by porzuciła wszystkie kobiece cechy i doskonaliła się w ninjutsu. Pomimo swoich zdolności do walki jest bardzo inteligentna i wesoła. Kocha tańczyć.
  - Broń: Laser Magnum, Masky Rotor
  - Pojazdy: Masky Samolot, Mask Roader 3

- Momoko (jap. モモコ) / Różowa Maska (jap. ピンクマスク Pinku Masuku; Pink Mask) – zna się na taijiquan. Ma czyste serce, jest skupiona na tym co robi. Kiedyś została uratowana przez kwiatek, który dała jej matka Mio. Pierwsze 4 litery jej imienia mówią o jej kolorze (momo=różowy).
  - Broń: Laser Magnum, Masky Wstążka
  - Pojazdy: Masky Helikopter, Mask Roader 4\

### Pomocnicy
- Sanjūrō Sugata (jap. 姿 三十郎 Sugata Sanjūrō) – naukowiec, który sformował Maskmanów przeciwko Tubie. Zajmuje się oczyszczaniem mentalnym i sztukami walki. Odkrył istnienie Tuby kilka lat przed akcją. Podczas medytacji jest zdolny się unosić w powietrzu. Jest szefem teamu rajdowego Sugata, do którego należy także Takeru.
- Mio (jap. 美緒) / Księżniczka Ijal (jap. イアル姫 Iaru-hime) – pacyfistyczna bliźniacza siostra Igam, miłość Takeru. Była szpiegiem Tuby na powierzchni. Kiedy Tuba zaatakowała powierzchnię Mio ostrzegła ukochanego, wskutek czego została porwana, uznana za zdrajcę i uwięziona w lodzie. Uratował ją Kiros, dzięki czemu wróciła na powierzchnię pomóc Maskmanom. Po pokonaniu Zeby została nową władczynią Tuby, co niestety spowodowało rozstanie z Takeru.
- Lelai (jap. レライ Rerai) – pojawiła się tylko w filmie. Syrena mieszkająca w podziemnym morzu, powstałym z ludzkich łez. Jej śpiew chciała wykorzystać Igam by zasilić potwora. Lelai zbuntowała się i przez jej śpiew zniknęło owo morze. Takeru postanowił ją ochronić i przywiózł ją do oceanu by mogła spokojnie żyć.
- Akira Yamagata (jap. 山形 晃 博士 Yamagata Akira hakase) – nieżyjący przyjaciel Sugaty i twórca Galaxy Robota – drugiego robota Maskmanów. Zginął podczas testów maszyny. Jego córka myślała, że posiadający sztuczną inteligencję robot zbuntował się przeciw niemu, jednak okazało się, że jej ojciec zginął przypadkowo a robot nie miał z tym nic wspólnego. Postać pojawia się w odcinkach 21–22.
- Ryō Asuka (jap. 飛鳥 リョー Asuka Ryō) / X1 Maska (jap. X1マスク Ekkusu Wan Masuku; X1 Mask) – zielony Maskman, pojawił się tylko w odcinku 39. Ryō był pierwszym podopiecznym Sugaty jak i pierwszym Maskmanem. Opuścił Sugatę, gdy Tuba zamordowała jego dziewczynę. Od tej pory miał kompleks, że skoro nie uratował ukochanej to nie dałby rady uratować także świata. Pomógł Maskmanom, gdy Magma Doggler zabrał ich moce. Z pomocą Takeru odzyskuje chęci do walki, pokonując Magma Dogglera, jednak to kosztowało utratę jego mocy. Jego strój różni się trochę od stroju piątki (ma inny pas, nosi czarny ochraniacz i biały szalik, ma czarne rękawice i maskę przypominającą twarz). Nie posiada żadnej broni. Po utracie swojej mocy Ryō postanawia uczyć dzieci sztuk walki.

### Uzbrojenie
- Maskująca Bransoleta (マスキングブレス Masukingu Buresu, Masking Brace) – urządzenie w kształcie zegarka służące do przemiany. By zmienić się Maskmani mówią "Aura Mask"
- Laser Magnum (レーザーマグナム Rēzā Magunamu, Laser Magnum) – pistolet laserowy z możliwością przemiany magazynka w miecz
- Shot Bomber (ショットボンバー Shotto Bonbā) – działo służące do ostatecznego zniszczenia potwora. Składa się z działa oraz akumulatora Aury, którego nosi na plecach Czerwona Maska. Został zniszczony przez Kirosa w odcinku 27
- Jet Cannon (ジェットカノン Jetto Kanon) – zastąpił Shot Bombera w odcinku 29. Nie ma akumulatora, może latać i służyć także jako latająca deska dla Czerwonej Maski. Pobiera moc Aury z Maskmanów
- Własne bronie Maskmanów
  - Masky Ostrze (マスキーブレード Masukī Burēdo, Masky Blade) – miecz Czerwonej Maski, może strzelać laserami
  - Masky Kij (マスキーロッド Masukī Roddo, Masky Rod) – sansetsukon Czarnej Maski, który może się również wyprostować
  - Masky Tonfa (マスキートンファー Masukī Tonfāa) – podwójne tonfa należące do Niebieskiej Maski
  - Masky Rotor (マスキーローター Masukī Rōtā) – wybuchowe jojo Żółtej Maski
  - Maski Wstążka (マスキーリボン Masukī Ribon, Masky Ribbon) – wstęga Różowej Maski, która może opleść przeciwnika
- Spin Cruiser (スピンクルーザー Supin Kurūzā) – buggy Czerwonej Maski
- Mask Roadery (マスクローダー Masuku Rōdā) – kolorowe motory dla pozostałych
- Turborunger (ターボランジャー Tāboranjā) – ogromna latająca maszyna przypominająca samochód. Służy do transportu robotów. Nie mylić z Turborangersami, serią sentai z 1989 roku.

### Mechy
- Wielka Piątka (jap. グレートファイブ Gureito Faibu) – pierwszy robot drużyny stworzony przez Sugatę. Jest pierwszym robotem w Sentai, który powstaje z połączenia pięciu maszyn – każda pilotowana przez jednego wojownika. Jego uzbrojenie to: Great Gun (pistolet laserowy), Gyro Cutter (szuriken), Five Tarcza i schowany w niej Kōdenshi Riser (光電子ライザー Kōdenshi Raizā) – miecz laserowy, którym dokonuje ostatecznego ataku zwanego Final Aura Burst. Został opanowany przez pasożyta Kimen Dogglera, jednak potem bohaterowie uratowali maszynę za pomocą Galaxy Robota.
  - Masky Myśliwiec (jap. マスキーファイター Masukī Faitā; Masky Fighter) – myśliwiec Czerwonej Maski. Formuje głowę i zbroję na torsie.
  - Masky Wiertło (jap. マスキードリル Masukī Doriru; Masky Drill) – czołg z wiertłami i działkiem należący do Czarnej Maski. Formuje górną część nóg robota, Great Gun'a oraz tors.
  - Masky Czołg (jap. (マスキータンク Masukī Tanku; Masky Tank) – czołg Niebieskiej Maski. Stanowi dolną część nóg robota.
  - Masky Samolot (jap. マスキージェット Masukī Jetto; Masky Jet) – samolot Żółtej Maski. Robi za lewą rękę robota oraz Five Tarczę i Kōdenshi Riser.
  - Masky Helikopter (jap. マスキージャイロ Masukī Jairo; Masky Gyro) – helikopter Różowej Maski będący prawą ręką robota. Z jego śmigła powstaje Gyro Cutter.
- Galaxy Robot (jap. ギャラクシーロボ Gyarakushī Robo) – drugi robot drużyny. Został stworzony przez doktora Yamagatę, który zginął podczas testów maszyny. Jest to właściwie "transformers"-ciężarówka, tak jak Optimus Prime czy Daimos noszącą nazwę Land Galaxy (jap. ランドギャラクシー Rando Gyarakushī). Jego uzbrojenie to Galaxy Bazooka, Galaxy Wiertło i Galaxy Kotwica. Do zniszczenia potworów używa techniki zwanej Tekken Aura Galaxy – przecina potwora prawą dłonią. Może również utworzyć drogę z mocy Aury i rozpędzić się taranują wroga.

## Tuba
Podziemne Cesarstwo Tuba (jap. 地底帝国チューブ Chitei Teikoku Chūbu) było z początku państwem w którym panował pokój i harmonia. Odkąd tron Tuby objął uzurpator zwany Zeba, mieszkańcy podziemia przygotowują atak na powierzchnię. Główne osobistości przebywają na zamku.
- Cesarz Podziemia Zeba (jap. 地帝王ゼーバ Chiteiō Zēba) / Zabójczy Doggler II (jap. リサールドグラーII世 Risārudogurā Nisei) – przywódca Tuby, który nienawidzi ludzkości. Włada Ciemną Aurą. Naprawdę jest uzurpatorem, synem Zabójczego Dogglera I, potwora który został pokonany przez rodzinę Igam za terroryzowanie Tuby. Kiedy dochodzi do władzy postanawia zaatakować powierzchnię. Do tego uwięził Ijal i uznał ją za zdrajczynię. Kiedy Ijal została uwolniona, bohaterowie dowiadują się o prawdziwej naturze Zeby. Zeba zostaje pokonany przez połączone aury Maskmanów, Ijal i Igam, później zostaje dobity przez Jet Cannon. Następnie się powiększa, ale zostaje zniszczony przez Galaxy Robota.
- Księżniczka Igam (jap. 地帝王子イガム Chiteiōji Igamu) – bliźniacza siostra Ijal, która została wychowana myśląc, że jest mężczyzną. Miała objąć tron, dopóki Zeba go sobie przywłaszczył. Kiedy Ijal zakochała się w Takeru, Igam postanowiła zabić obydwoje w imię honoru. W jednej walce z Maskmanami dowiaduje się prawdy o sobie. Postanawia później przejść na ich stronę i pomóc w pokonaniu Zeby. W finale Igam postanawia zostać mniszką a tron obejmuje jej siostra.
- Baraba (jap. 地帝指令バラバ Chitei Shirei Baraba) – rywal Igam. Zimnokrwisty sadysta, mistrz walki mieczem. Kiedy został skazany na śmierć przez Zebę za swoje porażki, postanowił zejść do lochu i ukraść Królewski Miecz, którego pilnował Diabelski Doggler. Po śmierci swojej matki, Baraba zabija bestię i zabiera miecz. Robi umowę z Kirosem, dzięki czemu wydostaje Ijal z więzienia i robi pułapkę na Takeru. Kiedy zdradza go jego wspólnik Oyobu, Baraba pojedynkuje się z Czerwoną Maską i zostaje przez niego pokonany.
- Oyobu (jap. 地帝忍オヨブー Chiteinin Oyobū) – ninja, prawa ręka Baraby. Oyobu ma czerwoną skórę, potrafi biec z prędkością światła i miotać ogniem z rąk. Kiedy błaga swojego przełożonego o to by nie porywał Ijal zostaje zamknięty w lodzie, jednak dość szybko wydostaje się z więzienia. Odmawia pomocy Barabie w pojedynku i niedługo później odkrywa prawdę o Zebie. Niszczy on zamek cesarza podziemia, jednak sam ginie w jego eksplozji.
- Fumin (jap. 地帝忍フーミン Chiteinin Fūmin) – kunoichi, prawa ręka Igam. Pochodzi z rodziny ninja, którzy służyli rodu Igam od pokoleń. Potrafi wystrzeliwać szurikeny z ust a także jest mistrzynią przebieranek. Rywalka Haruki. Jest oddana Igam, nawet gdy dowiedziała się prawdy o niej nie zdradziła jej. Ginie chroniąc swoją mistrzynie podczas zniszczenia zamku cesarskiego.
- Anagmas (jap. アナグマス Anagumasu) – prawa ręka Zeby. Niska i otyła bestia, która wie wszystko. Ma około 300 lat. Mistrz czarnej magii.
- Okelanpa (jap. オケランパ Okeranpa) – zwierzę, które powiększa Dogglery do ogromnych rozmiarów.
- Kiros (jap. キロス Kirosu) – tajemniczy rycerz-rabuś bez pana, który ma na celu bezwzględne zdobycie czegoś, czego pragnie. Zakochał się w Ijal, uwolnił ją z więzienia jednak sam zostaje tam wtrącony. Gdy z niego uciekł, zaatakował Maskmanów. Dowiedział się później o tym, że Takeru także kocha Ijal i od tej pory Kiros chce go zabić. Nabrał Barabę by uwolnić Ijal z więzienia.. Zostaje zabity chroniąc ją. Wtedy uświadamia sobie, że Ijal to jedyna rzecz, której nigdy nie będzie miał.
- Unglery (jap. アングラー Angurā) – piechota Tuby.

## Obsada
- Ryōsuke Kaizu – Takeru / Czerwona Maska
- Kōichi Kusakari – Kenta / Czarna Maska
- Issei Hirota – Akira / Niebieska Maska
- Yuki Nagata – Haruka / Żółta Maska
- Kanako Maeda – Momoko / Różowa Maska
- Hayato Tani – Sanjūrō Sugata
- Shinji Higashi – Ryō Asuka / X1 Maska
- Hideaki Kusaka – Cesarz Zeba
- Seizō Katō – Cesarz Zeba (głos)
- Takuzo Kamiyama – Anagmas (głos)
- Mina Asami:
  - Mio / Ijal,
  - Igam
- Kaori Kubota – Fumin
- Keijirō Shiga – Baraba
- Yoshinori Okamoto – Oyobu
- Shunta Fuchino – Kiros
- Nobu Shinoda – Okelanpa (głos)

### Aktorzy kostiumowi
- Kazuo Niibori – Czerwona Maska
- Kōji Matoba – Kenta / Czarna Maska
- Koichi Sakamoto – Niebieska Maska
- Tsutomu Kitagawa – Niebieska Maska
- Masato Akada – Żółta Maska
- Yuuichi Hachisuka – Różowa Maska
- Naoki Ōfuji – X1 Maska
- Hideaki Kusaka – Wielka Piątka

Źródło:

## Muzyka
Opening
- "Hikari Sentai Maskman" (jap. 光戦隊マスクマン Hikari Sentai Masukuman)

Słowa: Masao Urino
Kompozycja: Daisuke Inoue
Aranżacja: Ōzuchi Fujita
Wykonanie: Hironobu Kageyama
Ending
- "Ai no Soldier" (jap. 愛のソルジャー Ai no Sorujā)

Słowa: Masao Urino
Kompozycja: Daisuke Inoue
Aranżacja: Ōzuchi Fujita
Wykonanie: Hironobu Kageyama